# Billy McColl
William Collins, conocido por su nombre artístico Billy McColl, (Hamilton, Escocia, 15 de noviembre de 1951 – Londres, Inglaterra, 1 de enero de 2014) fue un actor británico.
McColl murió en Londres (Inglaterra, Reino Unido) a los 62 años de edad.